# 安田田騏

象のいる異国風景図 絹本油彩

安田 田騏（やすだ でんき、天明4年（1784年） - 文政10年4月11日（1827年5月6日））は、江戸時代後期の絵師、銅版画家である。

## 来歴
東東洋及び亜欧堂田善の門人。名は騏。字は日千といい、東嶽田、東嶽、台方菴などと号した。東嶽田というのは、二人の師に由来するものといわれている。仙台の出身。師であった田善の画法を継いだ画家の中で、最も優れた門人が安田田騏であった。仙台の浪士であり、始め仙台藩の狩野派絵師東東洋に絵を学び、寛政（1789年-1801年）年間に須賀川に移ってから丹波屋（安田家）に入り、田善に師事している。また、白河藩主御内寺の東林寺住職に請われて、松平定信編纂の『集古十種』にも関与した須賀川の十念寺の画僧白雲や谷文晁にも学んでいる。文化12年（1815年）制作の銅版画「観魚亭」などが知られている。「観魚亭」とは、白河候御用達常松家の別邸を描いたものであった。銅版画のほか、肉筆画も残しており、白雲や田善とともに松平定信の画臣でもあった田騏は、文政10年（1827年）4月11日、病のため陸奥国磐前郡佐波古村（現・福島県いわき市常磐湯本町）において44歳で没した。墓所はいわき市常磐湯本町の惣善寺。この寺には、田騏の妹の夫、柴原太真と門人達が建立した墓碑がある。法名は田英道騏信士。

## 作品
- 「観魚亭」 紙本 銅版画
- 「諸葛孔明図」 福島県立博物館所蔵
- 「白雲上人画像」絹本着色 本覚寺所蔵　秋田県指定文化財
- 「関羽図」 福島県立博物館所蔵
- 「三囲雪景図」 絹本彩色（油彩） 神戸市立博物館所蔵
- 「異国風景図」 絹本彩色

## 参考図書
- 浮世絵の基礎知識 吉田漱、雄山閣、1987年